# Jerry Logan
Jerry Logan (27 de agosto de 1941) é um ex-jogador profissional de futebol americano estadunidense.

## Carreira
Jerry Logan foi campeão da temporada de 1970 da National Football League jogando pela equipe do Baltimore Colts, atualmente denominada Indianapolis Colts.